# Charles de Forbin Janson

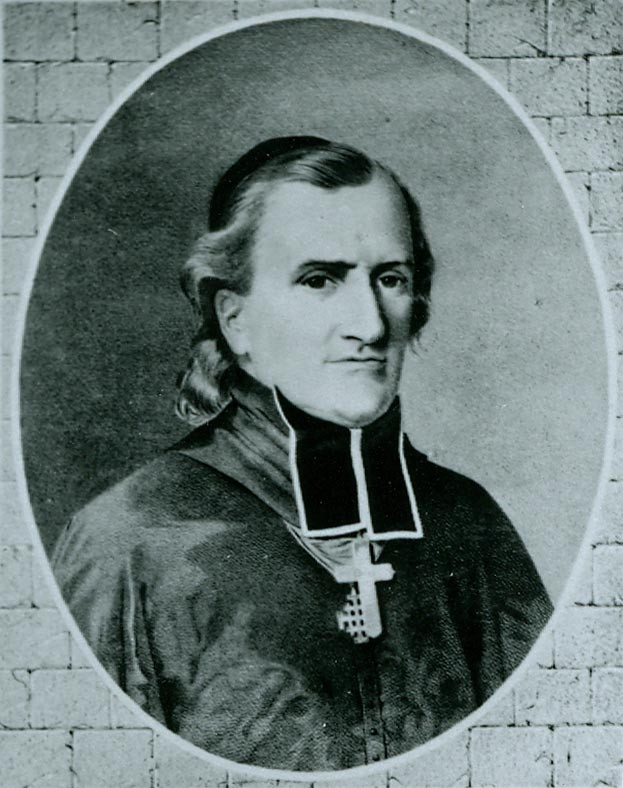
Retrato de Charles Forbin-Janson.

Charles-Auguste-Marie-Joseph de Forbin-Janson (París, 3 de noviembre de 1785-Marsella, 12 de julio de 1844) fue un aristócrata y sacerdote francés, fundador de la Congregación de los Sacerdotes de la Misericordia, la Congregación de la Divina Providencia de Saint-Jean-de-Bassel y la Asociación de la Santa Infancia. Además fue obispo de Nancy y Toul y primado de Lorena.

## Biografía
Charles de Forbin-Janson nació en París, el 3 de noviembre del año 1785, en el seno de una familia aristócrata de la Provenza francesa, de la casa de Forbin. Sus padres fueron Michel-Palamède, conde de Forbin-Janson, y Cornelia-Henriette-Sophie-Louise-Hortense-Gabrielle, princesa de Galéan. Ingresó a la ejército francés y luego fue nombrado auditor del Consejo de Estado de Napoleón (1806). Renunció a la carrera administrativa e ingresó al seminario de Chambéry. Allí fue ordenado sacerdote en diciembre de 1811, por Henri-François de La Broüe de Vareilles, obispo de Gap.
Forbin-Janson ejerció como superior del seminario y gran vicario del obispo de Chambéry  (1811-1812). Luego fue vicario de San Sulpicio de París (1812-1814). Durante ese periodo, junto a varios compañeros, dio inicio a la Congregación de los Padres de la Misericordia (1814). En 1823 fue nombrado obispo de Nancy.
Durante su episcopado, Forbin-Janson se caracterizó por su fuerte ultramontanismo y su oposición a los principios de la Revolución francesa. Perseguido por esta, se vio obligado a abandonar la sede de Nancy y refugiarse en Alemania (1830-1831), Suiza (1831) e Italia (1831-1832). Finalmente regresó a su diócesis en 1832. El 13 de diciembre de 1838 separa la comunidad de Saint-Jean-de-Bassel, de la Congregación de la Divina Providencia, dando inicio a una congregación religiosa autónoma.
En 1839 viaja a los Estados Unidos para colaborar con las misiones, apoyando especialmente la fundación de su congregación en territorio americano para reforzar la creciente comunidad católica de Nueva York y ne Nueva Orleans. Asistió al IV Consejo de Baltimor y luego se embarcó para Canadá. El 2 de septiembre de 1840 llega a Montreal y en 1841 a Quebec. Regresó a Francia ese mismo año.
En su estadía en Francia (1841-1842) conoció a Pauline Jaricot, fundadora de la Sociedad para la Propaganda de la Fe, con quien compartió su afición por las misiones. De esta relación surgió la idea de fundar una asociación de niños dedicados a las misiones. En 1842, durante una corta estancia en Roma, fue nombrado prelado doméstico del papa, ayudante del trono papal y conde romano. Desarrolló su labor de apoyo a los deportados canadienses en Inglaterra e Irlanda (1837) y Australia (1842). Finalmente permaneció en Bélgica de 1842 a 1844. Al regresar a Francia definitivamente, se estableció en Marsella, fundó la Obra de la Santa Infancia para la salvación de los niños chinos y murió el 12 de julio de ese mismo año. Fue enterrado en el cementerio de Picpus.